# Can Busqueta
Can Busqueta és una masia del municipi de Castellar del Vallès (Vallès Occidental) que forma part de l'Inventari del Patrimoni Arquitectònic de Catalunya.

## Descripció
És una gran masia situada al nucli de Sant Feliu del Racó, prop de l'església del mateix nom. És un edifici de planta quadrangular, format per planta baixa, pis i golfes, amb teulada a dues vessants, el carener de la qual és perpendicular a la façana principal. Aquesta façana d'accés és de composició simètrica, amb una gran porta d'arc de mig punt adovellada com a element més remarcable. La planta baixa ha estat objecte d'obres de remodelació que han afectat també a la banda dreta del pis superior, on una de les tres finestres ha quedat convertida en balcó. Aquestes obertures, així com la del pis de les golfes, són rectangulars, emmarcades per carreus regulars de pedra.

## Història
Aquesta casa presenta la mateixa aparença que Ca l'Umbert, situada al mateix nucli de Sant Feliu del Racó. Sembla que foren bastides durant el segle xvii per dos germans amb els diners llegats en herència pel seu pare. La rèplica que construí el fill petit de la casa de l'hereu va ocasionar que ambdós s'enfrontessin, fins que un d'ells morí a mans de l'altre.